# كيب سانت جيرمين
كيب سانت جيرمين (بالإنجليزية: Kip St. Germaine)‏ هو لاعب هوكي الجليد أمريكي، ولد في 3 أبريل 1965 في Wareham, Massachusetts ‏ في الولايات المتحدة.

## روابط خارجية
- كيب سانت جيرمين على موقع Paralympic.org (الإنجليزية)